# Visceral Bleeding
A Visceral Bleeding nevű svéd technikás death metal zenekar 1999-ben alakult meg Malmőben.
Fő zenei hatásukként az amerikai Suffocation és Monstrosity zenekarokat jelölték meg.

## Tagok
- Tobias Persson - dobok (2002-2015), gitár, dobok (2015-)
- Martin Andersson (Eklöv) - basszusgitár (2006-)
- Johan Bergström - ének (2015-)

Volt tagok: Morph(eus), Martin Pedersen, Peter Persson, Calle Löfgren, Niklas Dewerud, Dennis Röndum, Marcus Nilsson, Martin Bermheden, Benny Bats és Tommy Carlson.

## Diszkográfia
- Remnants of Deprivation (2002)
- Transcend into Ferocity (2004)
- Absorbing the Disarray (2007)

## Egyéb kiadványok
- Internal Decomposition (demó, 2000)
- Remnants Revived (a "Remnants of Deprivation" lemez felújított változata, három új dallal és négy videóval kiegészítve)